# Kristjan Čeh
Kristjan Čeh (* 17. Februar 1999 in Ptuj) ist ein slowenischer Leichtathlet, der sich auf den Diskuswurf spezialisiert hat und aktuell Inhaber des Landesrekordes ist. 2022 wurde er mit dem Diskus Weltmeister sowie 2024 Europameister.

## Sportliche Laufbahn
Erste internationale Erfahrungen sammelte Kristjan Čeh im Jahr 2016, in dem er bei den erstmals ausgetragenen Jugendeuropameisterschaften in Tiflis mit einer Weite von 47,49 m in der Qualifikation ausschied. Auch bei den U20-Europameisterschaften im Jahr darauf in Grosseto schied er ohne einen gültigen Versuch in der Qualifikation aus. 2018 gewann Čeh bei den Mittelmeerspielen in Tarragona mit einem Wurf auf 62,03 m die Silbermedaille hinter dem Zyprer Apostolos Parellis. Anschließend nahm er an den U20-Weltmeisterschaften in Tampere teil, scheiterte aber mit 56,47 m in der Qualifikation. 2019 siegte er bei den U23-Europameisterschaften in Gävle mit 63,82 m und qualifizierte sich damit auch für die Weltmeisterschaften in Doha, bei denen er mit 59,55 m aber nicht bis in das Finale gelangte.
Am 7. Juni 2020 verbesserte er bei einem Meeting in Domžale den seit 1999 von Igor Primc gehaltenen Landesrekord im Diskuswurf auf 66,29 m. Gut zwei Wochen später stellte er beim Internationalen Leichtathletik-Meeting in Maribor (Slowenien) am 23. Juni mit 68,75 m einen U23-Weltrekord im Diskuswurf auf und löste damit Wolfgang Schmidt ab, der 1996 in Köln im Alter von 22 Jahren 68,60 Meter warf. 2021 warf er den Diskus in Kuortane auf 70,35 m und konnte sich damit neuerlich deutlich steigern. Kurz darauf wurde er mit 66,68 m Zweiter bei den Bislett Games in Oslo und auch beim Bauhaus-Galan in Stockholm wurde er mit 66,62 m Zweiter. Daraufhin verteidigte er bei den U23-Europameisterschaften in Oslo unangefochten mit neuem Meisterschaftsrekord von 67,48 m. Er galt damit als aussichtsreicher Medaillenkandidat für die Olympischen Spiele in Tokio, gelangte dort aber mit 66,37 m im Finale nur auf den fünften Platz. Anfang September wurde er mit 65,68 m Dritter beim Memorial Van Damme in Brüssel.
Im Februar 2022 nahm Čeh beim Slowenian Winter Throwing teil und konnte dort mit einer Weite von 67,27 m den Wettbewerb gewinnen. Am 21. Mai nahm er beim British Grand Prix teil und siegte dort unter anderem gegen Olympiasieger Daniel Ståhl deutlich mit einer neuen persönlichen Bestweite von 71,27 m. Diese Leistung bedeutete Platz 10 in der Allzeitbestenliste im Diskuswurf und bedeutete außerdem eine Verbesserung seines eigenen Nationalrekordes. Čeh nahm daraufhin bei weiteren Wettkämpfen teil und konnte unter anderem beim Meeting International Mohammed VI d’Athlétisme de Rabat und bei der Golden Gala in Rom siegen. Im Juli 2022 gelang ihm sein bisher größter Erfolg, als er bei den Weltmeisterschaften in Eugene mit neuem Meisterschaftsrekord von 71,13 m die Goldmedaille gewann. Im August siegte er mit 71,23 m beim Gyulai István Memorial und musste sich anschließend bei den Europameisterschaften in München mit 68,28 m überraschend dem Litauer Mykolas Alekna geschlagben geben. Im September entschied er die Gesamtwertung der Diamond League durch einen Sieg bei Weltklasse Zürich mit 67,10 m für sich und anschließend siegte er mit 68,60 m beim Hanžeković Memorial. 
2023 siegte er im Mai mit 70,89 m bei der Doha Diamond League sowie anschließend mit 70,32 m beim Meeting International Mohammed VI d'Athletisme de Rabat. Im Juni wurde er bei der 2. Liga der Team-Europameisterschaft in Chorzow mit 69,94 m Erster und sicherte sich damit ligenübergreifend die Goldmedaille. Kurz darauf siegte er mit 68,55 m beim Ostrava Golden Spike sowie mit 69,83 m bei der Bauhaus-Galan. Im August beförderte er bei den Weltmeisterschaften in Budapest den Diskus im Finale auf 70,02 m und gewann damit die Silbermedaille hinter dem Schweden Daniel Ståhl. Im September siegte er mit 68,48 m beim Hanžeković Memorial und wurde kurz darauf beim Prefontaine Classic mit 67,64 m Zweiter. Im Jahr darauf siegte er bei der Doha Diamond League im Promotionsbewerb mit 70,48 m und im Juni siegte er mit 68,08 m bei den Europameisterschaften in Rom und setzte sich damit unter anderem gegen den Favorisierten Litauer Mykolas Alekna durch. Im August belegte er bei den Olympischen Sommerspielen in Paris mit 68,41 m im Finale in einem hochklassigen Wettkampf den vierten Platz.
In den Jahren von 2019 bis 2024 wurde Čeh slowenischer Meister im Diskuswurf sowie 2020 Hallenmeister im Kugelstoßen.

## Persönliche Bestweiten
- Kugelstoßen: 17,65 m, 23. Februar 2020 in Novo Mesto
- Diskuswurf: 71,86 m, 16. Juni 2023 in Jöhvi (slowenischer Rekord)